# لي غرانت (لاعب كرة قدم)
لي غرانت (بالإنجليزية: Lee Grant)‏ (31 ديسمبر 1985 بيورك في المملكة المتحدة - ) هو لاعب كرة قدم بريطاني في مركز الدفاع. لعب مع أستون فيلا ونادي ساوثبورت ونادي يورك سيتي.

## وصلات خارجية
- لي غرانت على موقع Soccerbase.com (لاعب) (الإنجليزية)